# لشکر یکم سواره‌نظام (ورماخت)
لشکر یکم سواره‌نظام (به آلمانی: 1. Kavallerie-Division) تنها لشکر سواره‌نظام ورماخت بود که در ماه اکتبر سال ۱۹۳۹ تشکیل شد و در جنگ جهانی دوم به نبرد پرداخت. این لشکر در نهایت ماه نوامبر سال ۱۹۴۱ به لشکر بیست و چهارم زرهی تبدیل شد.

## تاریخچه عملیاتی

### شوروی
لشکر یکم سواره‌نظام در پی توقف تهاجم گروه ارتش مرکز به مسکو، روز ۲۵ اکتبر سال ۱۹۴۱ از خط مقدم عقب‌کشیده شد و به فرانسه گسیل گشت. این لشکر به لشکر بیست و چهارم زرهی تبدیل گردید.

## کتابشناسی
- Stahel, David (2013). Operation Typhoon: Hitler's March On Moscow, October 1941. Cambridge university press. ISBN 978-1-107-03512-6.